# Loudetia tisserantii
Loudetia tisserantii är en gräsart som beskrevs av Charles Edward Hubbard. Loudetia tisserantii ingår i släktet Loudetia och familjen gräs. Inga underarter finns listade i Catalogue of Life.